# Thiokyanatan draselný
Thiokyanatan draselný (zvaný též sulfokyanatan a dříve rhodanid draselný) je bílá, krystalická anorganická sloučenina s vzorcem KSCN, sůl kyseliny thiokyanaté a hydroxidu draselného. Tato látka je toxická, LD50 je 854 mg/kg. Ve srovnání s ostatními anorganickými látkami má poměrně nízkou teplotu tání.

## Reakce
Thiokyanatan draselný reaguje s železitými sloučeninami (např. FeCl3) za vzniku sytě tmavočervené komplexní soli:
KSCN + FeCl3 + 5 H2O → [Fe(SCN)(H2O)5]Cl2 + KCl 
nebo obecně
SCN− + Fe3+ + 5 H2O → [Fe(SCN)(H2O)5]2+
Při správném provedení je tato reakce velice efektní. Produkty reakce připomínají krev, proto se tato reakce používá jako filmový efekt. Thiokyanatan draselný je taktéž možno používat na analýzu kationtů Fe+3.